# Waschhaus (Pennesières)

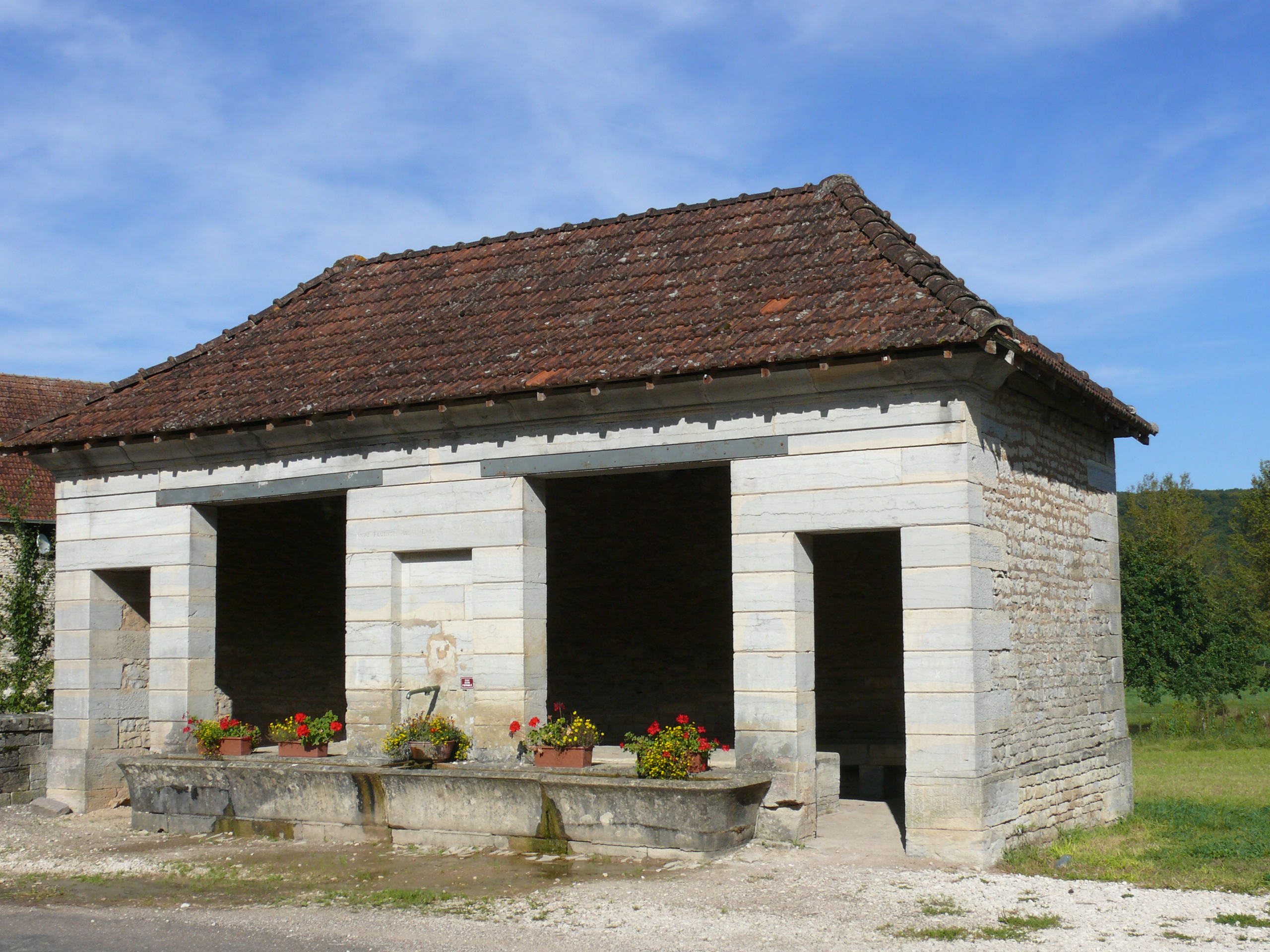
Waschhaus in Pennesières

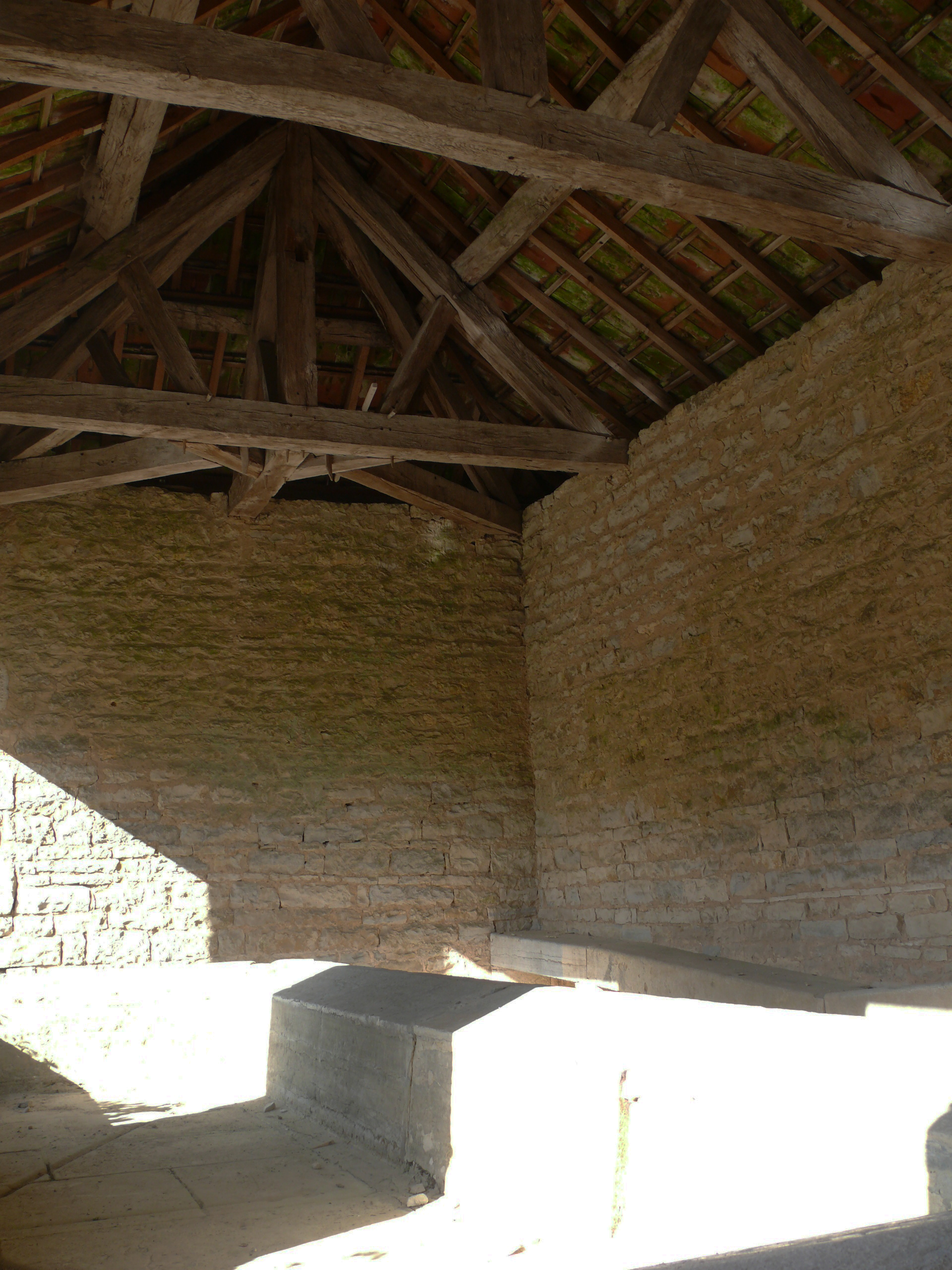
Innenansicht mit Wasserbecken

Das Waschhaus (französisch lavoir) in Pennesières, einer französischen Gemeinde im Département Haute-Saône in der Region Bourgogne-Franche-Comté, wurde 1822 errichtet. 
Das öffentliche Waschhaus beim Friedhof steht seit 2004 als Monument historique auf der Liste der Baudenkmäler in Frankreich.
Das rechteckige Waschhaus wurde nach Plänen des Architekten René Attiret erbaut. Gleichzeitig wurden zwei Brunnen eingerichtet, die auch der Wasserversorgung für den Friedhof dienten.